# Mühlenbach (Buckener Au, Grauel)
Der Mühlenbach ist ein rechter Nebenfluss der Buckener Au in Schleswig-Holstein.
Der Fluss hat eine Länge von ca. 3,8 km und bildet im Unterlauf die Grenze zwischen den Kreisen Rendsburg-Eckernförde und Steinburg. Sie entspringt östlich von Meezen und mündet bei Grauel in die Buckener Au. Südlich von Meezen wird der Mühlenbach zum Mühlenteich gestaut.